# Thiénobenzodiazépine
Ne doit pas être confondu avec Thiénodiazépine.
Une thiénobenzodiazépine est un composé organique hétérocyclique contenant un noyau diazépine lié à un noyau thiophène et un noyau benzénique.
La thiénobenzodiazépine constitue la base de certains principes actifs de médicaments tels que l'olanzapine,.